# Den Frie Udstilling
Den Frie Udstilling (aussi nommée Den Frie), est une association d’artistes danois fondée en 1891 pour protester contre les conditions de participation aux expositions de Charlottenborg et inspirée par l'initiative du « Salon des refusés » français.
Le peintre danois Johan Rohde fut le responsable principal de l'initiative qui regroupa entre autres J.F Willumsen, Vilhelm Hammershøi, le couple Harald Slott-Møller et Agnes Slott-Møller, Anne Marie Carl-Nielsen, Christian Mourier-Petersen et Malte Engelsted. La première exposition rassembla P.S. Krøyer, Julius Paulsen et Kristian Zahrtmann. Den Frie est vraisemblablement l'association d'artistes la plus ancienne au monde. Den Frie Udstilling rassemble en l'année 2007, 41 artistes qui organisent chaque année une exposition de leurs propres œuvres.
L'Exposition féminine de 1895 à Copenhage s'y est tenu.

## Les bâtiments
Les locaux de Den Frie se situent aujourd'hui à Copenhague dans le quartier de Østerbro près de la porte d'Østerbro près de la station de métro du même nom.

Le bâtiment conçu par l'architecte Tyge Hvass est classé monument historique en 1986 et a été récemment restauré..